# حسن كليب
حسن كليب (بالإندونيسية: Hasan Kleib) دبلوماسي إندونيسي والممثل الدائم الحالي لجمهورية إندونيسيا لدى الأمم المتحدة ومنظمات التجارة العالمية والمنظمات الدولية الأخرى في جنيف اعتبارًا من مارس 2017. شغل كليب سابقًا منصب المدير العام للشؤون المتعددة الأطراف في إندونيسيا، وشغل منصب الممثل الدائم لجمهورية إندونيسيا لدى الأمم المتحدة في نيويورك من أغسطس 2010.
قبل تعيينه، واعتباراً من عام 2007 كان السيد كليب القائم بالأعمال ونائب الممثل الدائم لإندونيسيا لدى الأمم المتحدة، بما في ذلك العمل كنائب لبلده أثناء عضويته غير الدائمة في مجلس الأمن في الفترة 2007-2008.
في الفترة من 2004 إلى 2006 شغل السيد كليب منصب مدير الأمن الدولي وشؤون نزع السلاح في وزارة الخارجية في جاكرتا. وقبل ذلك من عام 2000 إلى عام 2004 كان رئيسًا للشعبة السياسية في السفارة الإندونيسية في واشنطن العاصمة. وكان رئيسًا لقسم نزع السلاح في وزارة الخارجية في جاكرتا من عام 1996 إلى عام 2000، وقبل ذلك من عام 1992 كان عضوًا في هيئة الموظفين السياسيين في البعثة الدائمة لإندونيسيا لدى الأمم المتحدة. من عام 1988 إلى عام 1992 كان رئيس قسم الشرق الأوسط في وزارة الخارجية.
كليب يعد دبلوماسي محترف التحق بوزارة الخارجية منذ عام 1987.

## التعليم
حصل حسن كليب على درجة الماجستير في الشؤون الخارجية والتجارة في جامعة موناش في أستراليا عام 1997. وفي عام 1986 أنهى درجة البكالوريوس في العلاقات الدولية من جامعة بادجادجاران في باندونغ بإندونيسيا.